# Ronald Verch
Ronald Verch (Dresde, 10 de febrero de 1986) es un deportista alemán que compite en piragüismo en la modalidad de aguas tranquilas. Ganó 4 medallas en el Campeonato Mundial de Piragüismo entre los años 2009 y 2014, y 5 medallas en el Campeonato Europeo de Piragüismo entre los años 2009 y 2016.

## Palmarés internacional
| Campeonato Mundial | Campeonato Mundial       | Campeonato Mundial | Campeonato Mundial |
| Año                | Lugar                    | Medalla            | Competición        |
| ------------------ | ------------------------ | ------------------ | ------------------ |
| 2009               | Dartmouth (Canadá)       | Medalla de plata   | C4 1000 m          |
| 2010               | Poznań (Polonia)         | Medalla de oro     | C1 5000 m          |
| 2010               | Poznań (Polonia)         | Medalla de bronce  | C4 1000 m          |
| 2014               | Moscú (Rusia)            | Medalla de bronce  | C2 1000 m          |
| Campeonato Europeo |                          |                    |                    |
| Año                | Lugar                    | Medalla            | Competición        |
| 2009               | Brandeburgo (Alemania)   | Medalla de oro     | C4 1000 m          |
| 2010               | Corvera (España)         | Medalla de oro     | C1 5000 m          |
| 2010               | Corvera (España)         | Medalla de bronce  | C4 1000 m          |
| 2015               | Račice (República Checa) | Medalla de bronce  | C2 1000 m          |
| 2016               | Moscú (Rusia)            | Medalla de plata   | C1 5000 m          |